# DeviceNet
DeviceNet (dɪ'vaɪs net) — протокол для промышленной сети CAN. Используется для связи датчиков, исполнительных устройств и программируемых логических контроллеров между собой. Открытый стандарт. Широко применяется на транспорте, в машиностроении и промышленности. Достаточно широко распространён в России.
DeviceNet — протокол верхнего уровня, разработанный в 1994 году компанией Rockwell Automation. Служит для объединения в единую систему устройств промышленной автоматики, таких как фотодатчики, термодатчики, считыватели штрихкодов, элементы ЧМИ (человеко-машинного интерфейса), с управляющими устройствами (компьютерами, ПЛК).
Сеть имеет шинную топологию. Допускает «горячее» подключение и отключение модулей.

## Функциональное исполнение
Стандарт на промышленную сеть DeviceNet, кроме протокола, описывает:
- открытые и герметизированные типы разъемов устройств
- диагностические индикаторы (светодиоды)
- профайлы (файлы параметров) устройств

Сеть DeviceNet поддерживает:
- чтение состояния вкл/откл. датчиков
- управление пусковыми устройствами
- передачу температуры и тока нагрузки пускового устройства
- изменение скорости замедления приводов
- регулировку чувствительности датчиков
- и так далее.

Устройства могут быть удалены и заменены без отключения других устройств и без инструментов программирования, что помогает снизить эксплуатационные издержки.
Сетевая установка устройств экономически выгоднее, чем традиционная коммутация входов/выходов во многих приложениях, особенно когда устройства удалены друг от друга на расстояние в десятки и сотни метров.

## Связь между разными сетями
Сообщения от узла, находящегося в сети ControlNet, DH+ или Промышленный Ethernet, могут перенаправляться шлюзом ControlLogix к узлу в сети DeviceNet.

## Характеристики
- Взаимозаменяемость. Простые устройства многочисленных поставщиков (например, кнопки, пусковые устройства, фотоэлементы, конечные выключатели и т. д.), которые соответствуют стандарту сети DeviceNet и стандарту профайлов устройств, — взаимозаменяемы, чем обеспечивают пользователю гибкость и возможность выбора.
- Одна общая сеть. Открытый стандарт сетевых устройств обеспечивает общие решения для конечного пользователя, уменьшая для поставщиков необходимость поддерживать на рынке различные сети.
- Уменьшение простоев. Диагностика обеспечивает упреждающие сообщения об отказах и облегчает поиск неисправностей. Сеть DeviceNet предназначена для приложений, требующих:
  - уменьшения количества проводных соединений
  - быстрой установки и запуска
  - гибкости в возможности добавления или перемещения устройств и сегментов кабелей
  - малого времени отклика
  - диагностики устройств, критичных к простоям

## Механическая конструкция элементов
В качестве присоединителей используются штырьевые разъёмы, принимающая сигнал сторона — «мама», подающая сигнал «папа», а также присоединители прокалывающего изоляцию типа (такие присоединители и кабели соответственно состоят всего из четырёх проводов — исключён экран).
Для подключения модулей используется прямоугольный малогабаритный пятиконтактный разъём Phoenix Contacts с однорядным исполнением. Имеется две разновидности разъёма — для подключения одного и двух комплектов кабелей.
Для соединения кабелей, образующих магистрали, а также для отводов, используются различные кабели — кроме пятипроводных, реализующий стандартное подключение к шине, существуют девятипроводные кабели в которых имеется дополнительное питание, сверх существующих цепей: одна пара обеспечивает подводку постоянного напряжения 24 вольта с источника питания не ограничивающегося лимитом в 3,8 ампер (служит для запитки модулей, устройств и/или исполнительных механизмов в сети), ещё одна пара обеспечивает подводку переменного напряжения 120 вольта (служит для запитки источников вторичного электропитания цепей).
- Кабель DeviceNet в разрезе: белый — CAH_H, синий — CAH_L, красный — V+ (24 вольта постоянного тока), чёрный — V-, металл — оплётка-экран.
- Прямоуголный разъём DeviceNet на интерфейсном модуле SST 5136-DNS-200, осуществляющем функцию шлюза для SIEMENS SIMATIC S7 (ET 200S).
- Тройник для ответвления от магистрального (trunk) сегмента сети DeviceNet (круглый кабель, сверху  толстый, снизу тонкий). Цвет наружней изоляции — красно-сиреневый (violet) RAL 4001, согласно цветов для кабелей полевых шин.
- Модуль ввода 16 дискретных сигналов (8х2) и последующей трансляции в сеть DeviceNet (круглый кабель).

## Архитектура

### Физический уровень
DeviceNet поддерживает скорости 125, 250 и 500 кбит/с. Скорость зависит от длины кабеля и его типа максимально до 500 м. Типичная длина кабеля — 100 м. Для кабеля длиной 380 м скорость будет 125 кбит/с, для 75 м — 500 кбит/с.

### Уровень передачи данных
Формат кадра передачи данных сети CAN
```
1 Bit      => Start of Frame
11 Bits    => Identifier
1 Bit      => RTR Bit
6 Bits     => Control Field
0-8 Bytes  => Data Field
15 Bits    => CRC Sequence
1 Bit      => CRC Delimiter
1 Bit      => Acknowledge
1 Bit      => Ack Delimiter
7 Bits     => End of Frame
>2 Bits     => Interframe Space
```

## Конкурирующие промышленные сети
- Profibus DP
- Profibus PA
- Foundation Fieldbus H1
- Modbus RTU
- HART

## Протоколы для сетей семейства CAN
- DeviceNet
- CANopen
- CAN Kingdom
- J1939
- SDS